# Dekan (Kirche)
Der Dekan oder Dechant (von lateinisch decanus von decem ‚zehn‘) ist in der römisch-katholischen Kirche der Vorsteher einer Gruppe von Priestern. Auch in der Anglikanischen Kirche (englisch Dean) und in manchen evangelischen Landeskirchen gibt es die Amtsbezeichnung „Dekan“ für einen Pfarrer, der Führungsfunktionen auf der mittleren Verwaltungsebene wahrnimmt. Diese Amtsbezeichnung lautet in anderen Landeskirchen auch Superintendent.
Auch der Präsident des zweithöchsten Kirchengerichts, der Römischen Rota, wird Dekan genannt.

## Römisch-katholische Kirche
Für die römisch-katholische Kirche nennt das allgemeine katholische Kirchenrecht:
1. in Can. 352 CIC den Dekan des Kardinalskollegiums (vgl. dazu Kardinaldekan)
2. in Can. 553 CIC den Dechanten (auch: Dekan, Erzpriester) als Vorsteher der Priesterschaft mehrerer Pfarreien; sein Amtsbezirk heißt Dekanat
Darüber hinaus gibt es im Partikularrecht vieler Diözesen insbesondere im deutschsprachigen Raum noch:
3. den Domdekan als Dignität eines Domkapitels
4. den Stiftsdekan als Vorsteher eines Kollegiatstifts
Die folgenden Abschnitte beziehen sich auf den Dechanten oder Dekan als Vorsteher der Priesterschaft mehrerer römisch-katholischer Pfarreien, mitunter auch als Stadtdechant/Kreisdechant oder Stadtdekan, und Regionaldechant oder Regionaldekan.

### Ernennung, Aufgaben und Amtsführung

Wappenmuster eines Dekans, Dechanten oder Priors

Wenn es im Bistumsrecht nicht anders geregelt wurde, obliegt dem Diözesanbischof die Ernennung des Dechanten, wobei er den Rat der im betroffenen Dekanat tätigen Priester einholen muss. In vielen Diözesen ist das Amt des Dechanten an bestimmte Pfarreien gebunden. Ernennt der Bischof für solche einen neuen Pfarrer, ist dieser automatisch Dechant. Ist dies nicht der Fall, kann der Bischof einen beliebigen Pfarrer des Sprengels zum Dechanten berufen. Dann kann er die Ausübung des Amtes auch zeitlich begrenzen. (Die Übertragung einer Pfarrei erfolgt im Gegensatz dazu immer auf Lebenszeit bzw. bis zur freiwilligen Resignation.)
Aufgaben der Dechanten sind gemäß CIC:
- Koordination und Förderung der gemeinsamen pastoralen Tätigkeit im Dekanat,
- Aufsicht über die Kleriker seines Bezirks, damit diese ihren Amtspflichten gewissenhaft nachkommen und eine für Priester angemessene Lebensweise pflegen,
- Sorge zu tragen, dass die Gottesdienste gemäß den Vorschriften der Liturgie gefeiert werden, dass die Kirchen und heiligen Geräte sich in gutem Zustand befinden und dass die konsekrierten Hostien ordentlich aufbewahrt werden,
- Kontrolle der Kirchenbücher sowie der Vermögens- und Gebäudeverwaltung in den einzelnen Pfarreien,
- die Priester zur Teilnahme an theologischen Weiterbildungen, Exerzitien und ähnlichem anzuhalten.

Die Diözesanbischöfe können ihren Dechanten zusätzlich auch noch andere Aufgaben übertragen. Die im CIC festgelegten Rechte und Pflichten charakterisieren den Dechanten aber in erster Linie als Aufsichtsorgan des Bischofs, an dessen Weisungen er – wie alle übrigen Diözesanpriester – in vollem Umfang gebunden ist. Dechanten haben keine eigene Jurisdiktionsgewalt, sondern handeln stets im Auftrag des Bischofs.
Der Dechant visitiert regelmäßig im Auftrag des Bischofs die Pfarreien seines Sprengels. Bei der pastoralen Arbeit stehen ihm in den Diözesen des deutschen Sprachraums verschiedene aus Priestern und Laien gebildete Gremien zur Seite: Priester- und Pastoralrat (Letzterer umfasst neben Geistlichen auch andere hauptamtliche kirchliche Angestellte), schließlich der Dekanatsrat; in diesen entsenden die Pfarreien gewählte Laien als ihre Vertreter. Je nach Größe und Finanzkraft der Bistümer hat der Dechant eine Anzahl von Mitarbeitern, die aus dem Diözesanhaushalt bezahlt werden und spezielle Aufgaben in der Seelsorge oder der kirchlichen Verwaltung haben. Zu einem Dekanat gehören üblicherweise 8 bis 15 Pfarreien. In dicht besiedelten katholischen Regionen werden mehrere Dekanate zu Stadt- oder Kreisdekanaten zusammengefasst.
Die Kirchliche Heraldik sieht für Dekane, Dechanten oder Priore ein eigenes Wappenmuster vor. In vielen Diözesen des deutschen Sprachraums erhalten Priester, die über einen längeren Zeitraum als Dechant fungieren, traditionell den Ehrentitel eines Päpstlichen Ehrenkaplans (mit der Anrede „Monsignore“) verliehen.

### Historische Entwicklung
Das frühe Christentum war zunächst eine städtische Religion. Fast in jeder römischen Stadt hatten sich bis zum Beginn des 4. Jahrhunderts christliche Gemeinden gebildet, die jeweils von einem Bischof geleitet wurden. An seiner Kirche hatte der jeweilige Bischof ein Kollegium von Priestern, Presbyterium, das ihn bei der Feier der Liturgie und in der Seelsorge unterstützte. Die ländlichen Gebiete blieben noch lange heidnisch. Die im Entstehen begriffenen Bistümer jener Zeit waren oft in etwa deckungsgleich mit den politischen Gemeinden municipia, die aus der Stadt selbst und einem größeren Umland (durchsetzt mit Dörfern, Villen und Einzelhöfen) bestanden.
Spätestens mit der Erhebung des Christentums zur Staatsreligion durch Kaiser Theodosius I. breitete sich die christliche Religion vermehrt auf das flache Land aus. Viele Priester waren nun dauerhaft auf dem Land tätig und hatten dort eigene Kirchen. Die Pfarreien entstanden. In den Wirren der Völkerwanderung verschwanden dann viele Städte und mit ihnen auch die alten Bischofssitze. Die verbliebenen Bischöfe mussten nun große Territorien verwalten. Deshalb wurde es notwendig, Beauftragte zu ernennen, die im Auftrag des jeweiligen Bischofs die Arbeit der Pfarrer kontrollierten.
Dieses neue Amt wurde in verschiedenen Regionen unterschiedlich genannt und auch die Aufgaben variierten teilweise. Aber noch im 4. Jahrhundert wurde im Osten auf verschiedenen Synoden geklärt, dass diese neuen Amtsträger keine Jurisdiktionsrechte haben durften, damit die Amtsgewalt der Bischöfe nicht eingeschränkt würde. So schaffte die Synode von Laodicea (380) die so genannten Chorepiskopoi (deutsch Chorbischöfe oder ländliche Bischöfe) ab und ersetzte sie durch Periodeutai. Dies waren Priester, deren Aufgaben und deren Verhältnis zum Bischof ziemlich genau denen der heutigen Dechanten entsprach.
Im lateinischsprachigen Teil des Römischen Reiches und seinen Nachfolgestaaten hießen die Helfer des Bischofs decanus. Der Titel ist mit decurio verwandt. Damit wurde im römischen Reich der Vertreter oder Vorsteher einer Gruppe von zehn Personen bezeichnet (beispielsweise einer Einheit von zehn Soldaten im frühen römischen Heer). Auch der Dechant war und ist bis heute für etwa zehn Pfarreien zuständig.
Im Fränkischen Reich, das gänzlich bäuerlich und feudal geprägt war, förderte Kaiser Karl d. Große die Ausbreitung des Dekanats, um so mit Hilfe der Kirche die weiten Räume seines Reiches besser kontrollieren zu können. Auch im Westen wurden die Chorbischöfe im 9. Jahrhundert (Synoden von Paris und Aachen, 829 bzw. 836) abgeschafft und durch Archidiakone ersetzt, die seitdem eine mittlere Verwaltungsebene zwischen Bischöfen und Dechanten waren. Letztere wurden in vielen Diözesen auch Erzpriester genannt. So gliederte sich zum Beispiel das Bistum Meißen in Archidiakonate, denen wiederum einige Erzpriestersitze zugeordnet waren.
Zur besseren Anbindung an den Bischof, aber auch zur finanziellen Absicherung der Amtsträger waren die Dekanate und Archidiakonate häufig mit gut dotierten Kanonikaten am Kathedralkapitel oder in Kollegiatkapiteln verbunden.
Bis zur Kodifizierung des Kanonischen Rechts im Codex Iuris Canonici von 1917 waren die Rechte und Pflichten der Dechanten fast ausschließlich in den Partikularechten der Diözesen beschrieben. Erst im 20. Jahrhundert erfolgte eine gewisse Vereinheitlichung, die dann im Can. 553 des neuen CIC (1983) auch ihren kirchenrechtlichen Niederschlag fand.

## Evangelische Kirchen
Der Superintendent (lateinisch superintendens, wörtlich „Aufseher“, Lehnübersetzung von altgriechisch ἐπίσκοπος epískopos ‚Bischof‘) ist ein zum Dekan vergleichbares kirchliches Amt in einigen deutschen evangelischen Landeskirchen, in der Evangelischen Kirche A.B. in Österreich, in vielen methodistischen Kirchen und in der Selbständigen Evangelisch-Lutherischen Kirche. Der Superintendent ist der leitende Geistliche eines Kirchenkreises, einer Diözese (Superintendentur oder Superintendenz in Österreich) bzw. eines Kirchenbezirks.
In einigen evangelischen Landeskirchen heißt dieses Amt auch Dekan, siehe Dekanat (Evangelische Kirchen).